# 名場面
『名場面』（めいばめん）は、近藤真彦の8枚目のオリジナル・アルバム。1986年4月10日に発売された。発売元はCBS・ソニー

## 概要
『SUMMER IN TEARS』から8ヶ月ぶりの新作。
本作は、作詞に新進気鋭の作家を迎え制作されている。

## 収録曲
編曲：松下誠（特記以外）
1. Overture〜月のしずくのラヴ・レター
  - 作曲：松下誠〜作詞：大原まり子／作曲：織田哲郎
2. タイム・スリップオン・ガール
  - 作詞：大原まり子／作曲：NOBODY
3. 来来星屑港－ライライ・スターダスト・ベイ－
  - 作詞：近藤真彦／作曲：熊谷安廣
4. 恋は悪魔の暇つぶし
  - 作詞：渚十吾／作曲：鈴木キサブロー／編曲：中村哲
5. Heartbeat
  - 作詞：山田詠美／作曲：鈴木キサブロー
6. G.I.哀歌
  - 作詞：売野雅勇／作曲：長沢ヒロ
7. 鳥－Innocent Bird－
  - 作詞：山川健一／作曲・編曲：馬飼野康二
8. 渚にて
  - 作詞：川西蘭／作曲：都志見隆
9. 夢少女－Dream Girl－
  - 作詞：渚十吾／作曲：都志見隆／編曲：チト河内
10. 名場面
  - 作詞：華豊／作曲：織田哲郎